# Christy Turlington
Christy Turlington (Christy Nicole Turlington, Walnut Creek, Califórnia, 2 de janeiro de 1969) é uma supermodelo norte-americana.

## Carreira
Mais conhecida por representar as fragrâncias da Calvin Klein desde 1987, cresceu em Danville, Califórnia, filha de um piloto comercial britânico e de uma comissária de bordo salvadorenha. Fez muitos trabalhos como modelo em sua carreira, entre os quais campanhas para os cosméticos Maybelline e Giorgio Armani. Fez aparições em vários filmes sobre a indústria da moda e foi sócia do extinto Fashion Café.
Fez parte do grupo das grandes top models da década de 1980 e 90, que incluiam Christie Brinkley, Naomi Campbell, Linda Evangelista, Cindy Crawford, Claudia Schiffer, Elle MacPherson, Karen Mulder, Paulina Poriskova e  Amber Valletta, entre outras.
Sua beleza clássica rendeu-lhe um convite para ser o rosto das bonecas do Metropolitan Museum of Art, de Nova Iorque.
Christy Turlington foi colocada na 12ª posição na lista das «20 modelos-ícones», publicada pelo site norte-americano Models.com.
Reconhecida como ícone de beleza e elegância, Christy Turlington foi em 2014 escolhida pela marca de beleza Imedeen para ser a porta-voz dos seus produtos, e embaixadora da marca.